# Tarnaörs
Tarnaörs är en ort i Ungern.   Den ligger i provinsen Heves, i den centrala delen av landet, 80 km öster om huvudstaden Budapest. Tarnaörs ligger 94 meter över havet och antalet invånare är 1 840.
Terrängen runt Tarnaörs är mycket platt. Runt Tarnaörs är det ganska tätbefolkat, med 86 invånare per kvadratkilometer. Närmaste större samhälle är Jászberény, 14,6 km sydväst om Tarnaörs. Trakten runt Tarnaörs består till största delen av jordbruksmark.